# پتی دیویس
پتی دیویس (به انگلیسی: Patti Davis) (اسم اصلی: پاتریشیا آن ریگان) دختر چهلمین رئیس‌جمهور ایالات متحده آمریکا رونالد ریگان و نانسی دیویس است. وی خواهر بزرگ‌تر ران ریگان و خواهر ناتنی مورین ریگان و مایکل ریگان است. رسانه‌های آمریکا وی را «گوسفند سیاه» خانواده ریگان می‌نامند که اصطلاحی در زبان انگلیسی است که به کسی گفته می‌شود که راه و روش زندگی‌اش مورد تأیید اطرافیان و خانواده‌اش نیست و مورد غضب و نکوهش اطرافیانش است. او در مجله پلی بوی همکاری داشت.